# Oldenlandia chiovendae
Oldenlandia chiovendae är en måreväxtart som först beskrevs av Cornelis Eliza Bertus Bremekamp, och fick sitt nu gällande namn av Bernard Verdcourt. Oldenlandia chiovendae ingår i släktet Oldenlandia och familjen måreväxter. Inga underarter finns listade i Catalogue of Life.